# Megaselia villosa
Megaselia villosa är en tvåvingeart som beskrevs av Michailovskaya 2003. Megaselia villosa ingår i släktet Megaselia och familjen puckelflugor. Inga underarter finns listade i Catalogue of Life.